# 제임스 베스트

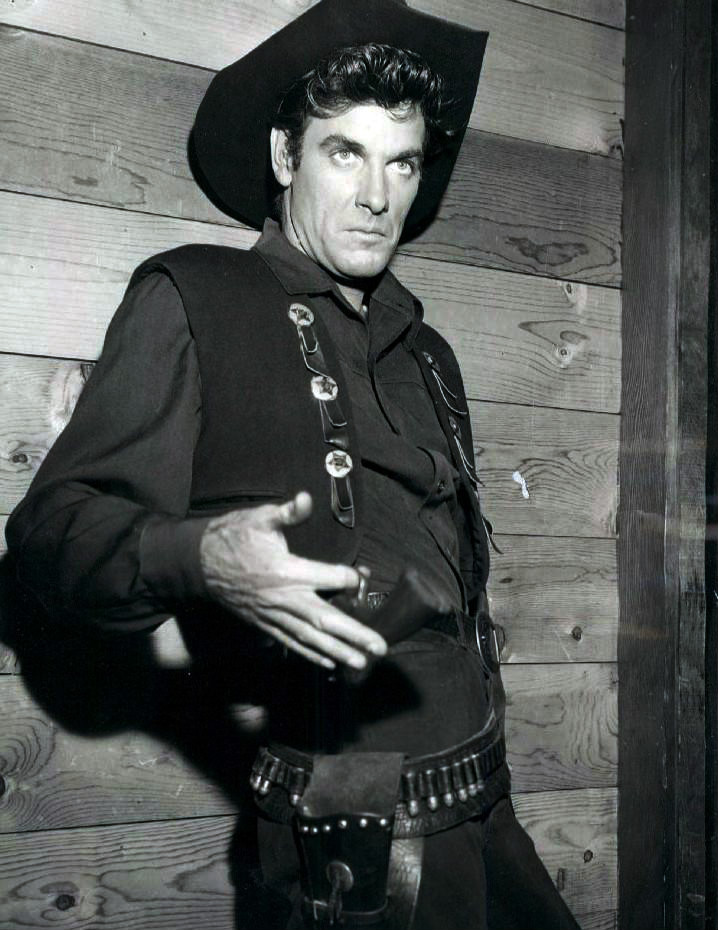

제임스 베스트(James Best, 1926년 7월 26일 ~ 2015년 4월 6일)는 미국의 배우, 자서전 작가, 텔레비전 배우, 영화배우, 성우, 각본가, 영화 프로듀서이다.

## 방송
- 해저드 마을의 듀크 가족

## 영화
- 더 스위터 사이드 오브 라이프 (2013년) - 패디 케리건 역
- 문댄스 알렉산더 (2007년)
- 핫 터말리 (2006년) - 핸크 라슨 역
- 해저드 마을의 듀크 가족 - 헐리웃 소동 (2000년)
- 데스 마스크 (1998년)
- 해저드 마을의 듀크 가족 - 재결합 (1997년)
- 해저드 마을의 듀크 가족 (1979년)
- 디 엔드 (1978년)
- 후퍼 (1978년)
- 롤링 썬더 (1977년)
- 서푼짜리 극장 (1976년)
- 사막의 새비지 (1974년)
- 사운더 (1972년) - 셔리프 영 역
- 전쟁 영웅의 공포 (1967년)
- 쓰리 온 어 코치 (1966년)
- 셰넌도어 (1965년)
- 퀵 건 (1964년) - 스코티 그랜트 역
- 충격의 복도 (1963년)
- 벤 케이시 (1961년)
- 더 마운틴 로드 (1960년)
- 보난자 (1959년)
- 킬러 슈루스 (1959년)
- 외로이 달리다 (1959년)
- 나자와 사자 (1958년)
- 왼손잡이 건맨 (1958년)
- 서부의 파라딘 (1957년)
- 페리 메이슨 (1957년)
- 더 랙 (1956년)
- 딜론 보안관 (1955년)
- 샤이안 (1955년)
- 피터라 불리는 사나이 (1955년)
- 케인호의 반란 (1954년)
- 심해에서 온 괴물 (1953년)
- 대통령의 여인 (1953년)
- 더 시마론 키드 (1952년)
- 프란시스 고즈 투 웨스트 포인트 (1952년)
- 플랫 톱 (1952년)